# Трахтенберг Абрам Давидович
Трахтенберг Абрам Давидович (* 1875, Київ — † 8 вересня 1919, Київ) — технік, київський архітектор.

## Життєпис
Абрам Давидович Трахтенберг народився в 1875 році в родині київського купця 1-ї гільдії Давида Трахтенберга. Батькові належав спеціально збудований в 1890-х роках кам'яний будинок на розі Трьохсвятительській вулиці, 5. Давид Трахтенберг послав свого сина на навчання за кордон. 1900 року Абрам Давидович отримав диплом про технічну освіту. Працював в Києві на Костьольній, 1.
Перші значні роботи датовані 1905 роком. 1906 року його вперше згадали у довіднику серед переліку архітекторів.
Помер у віці 44 років від прогресивного паралічу.

## Стиль
Вживав стильові форми модерну, необароко та «цегляного стилю».

## Роботи в Києві
- Прибутковий будинок у Хрещатицькому пров. (тепер Тараса Шевченка) № 8 (1905–1907 рр.),
- Прибутковий будинок інж. А. Тільтіна на вул. Ірининській № 7 (1907 p., не зберігся),
- Єврейська молільня при притулку Гальперіних на вул. Ярославській № 56 (1908 р., не зберігся),
- Прибутковий будинок на 5 поверхів на вул. Кузнецькій № 44 (1909–1910 pp., не зберігся),
- Житловий будинок на вул. Різницькій № 9-а (1909–1911 рр.),
- Комплекс прибуткових будинків на розі вул. Львівської (тепер  Січових Стрільців) № 10 і Вознесенського узвозу (1910 р., пам'ятка архітектури місцевого значення),
- Прибутковий будинок на вул. Малопідвальній № 4 (1910 р.),
- Прибуткові будинки на 6 поверхів на вул. Кузнецькій (тепер Антоновича) № 3 і 3-а (1911 p., пам'ятка архітектури місцевого значення),
- «Малий пасаж» на вул. Великій Васильківській № 18 (1911 −12 рр., пам'ятка архітектури місцевого значення),
- Будинок Товариства квартировласників на 6 поверхів на вул. Костельній № 9 (1912–1913 pp., пам'ятка архітектури місцевого значення),
- Прибутковий будинок А. Павлова-Сильванського на вул. Львівській (тепер Січових Стрільців) № 33-а (1913 p., пам'ятка архітектури місцевого значення).

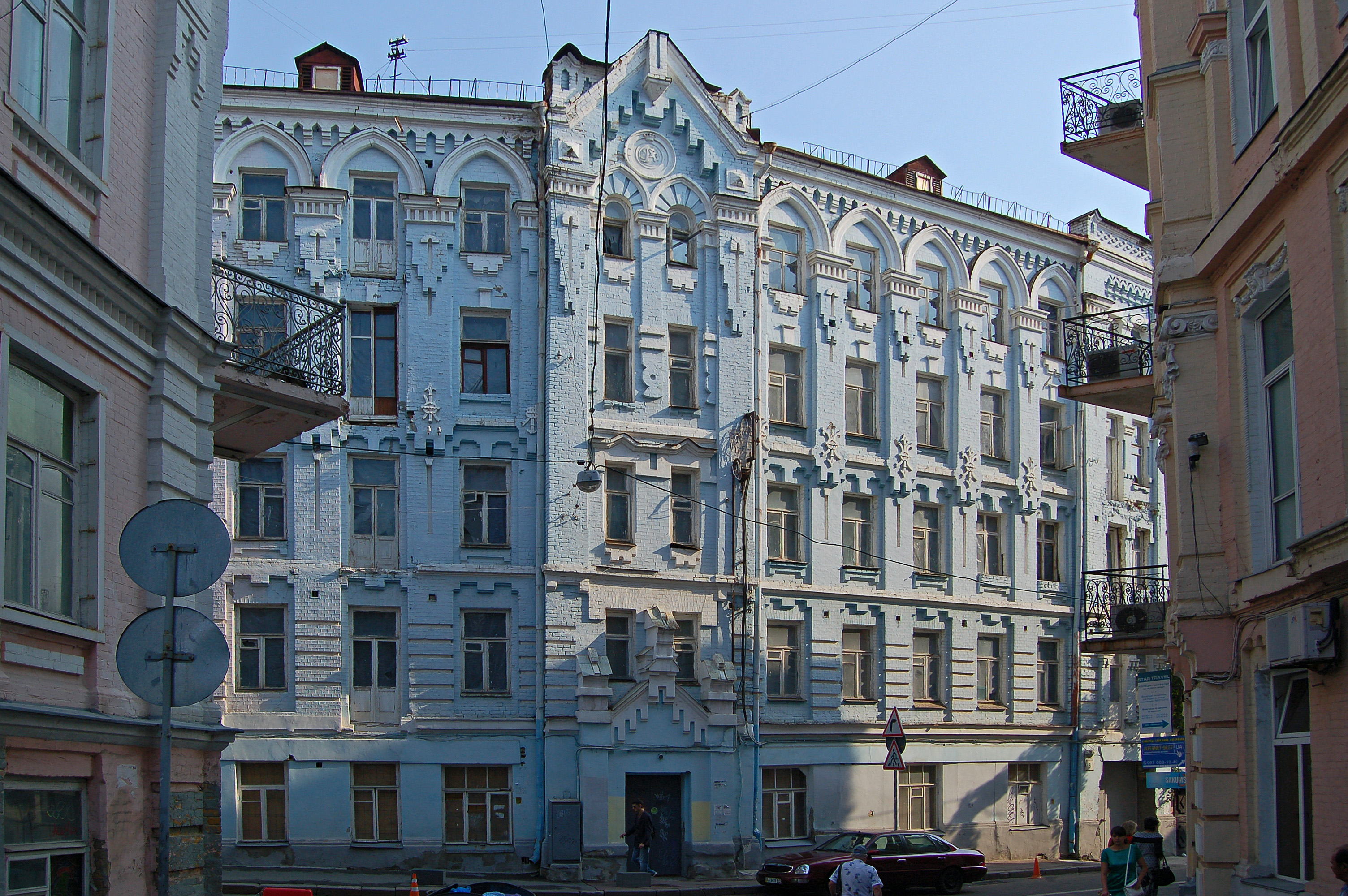
Будинок у провулку Шевченка, 8б
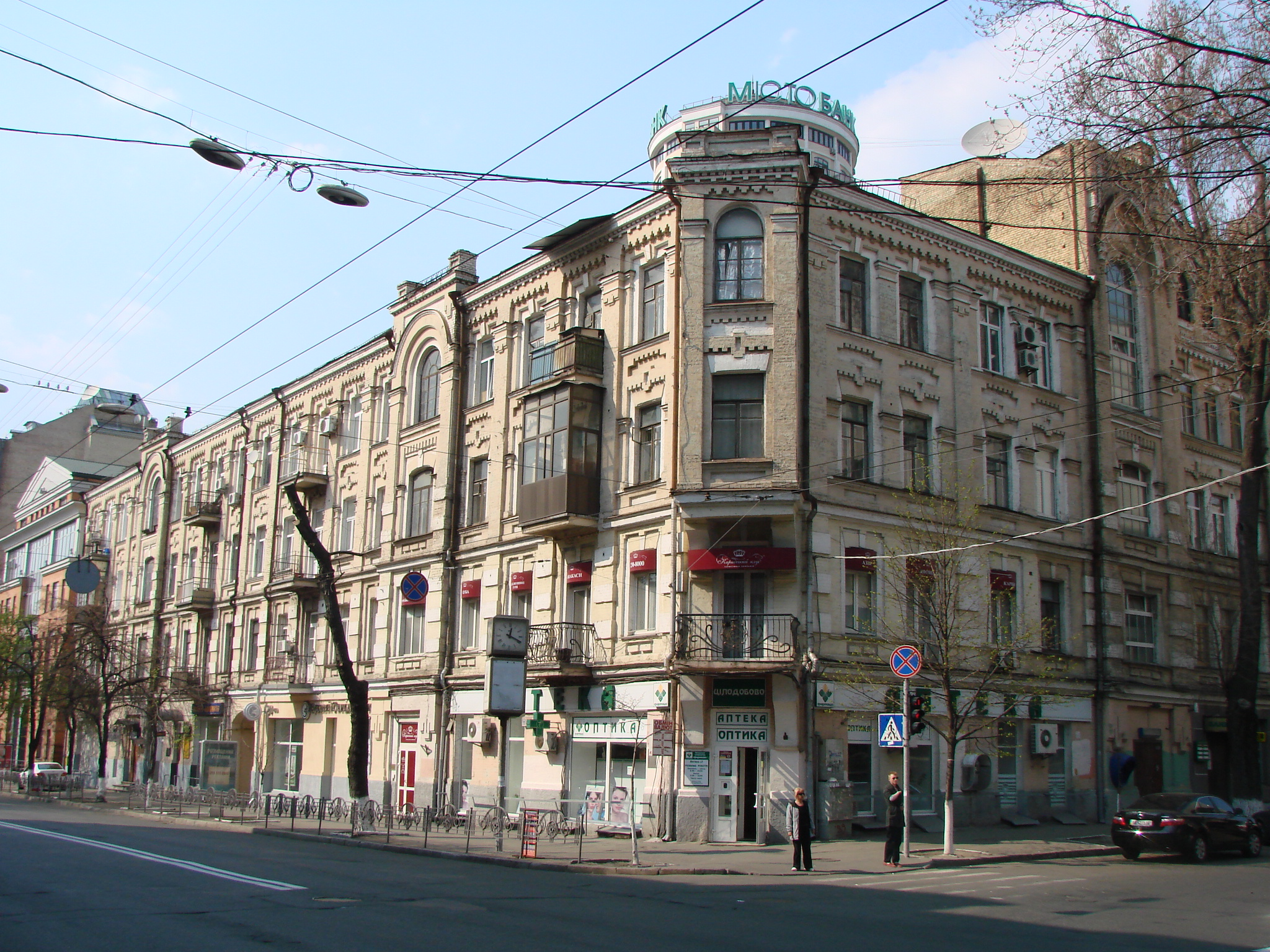
Вулиця Січових Стрільців, 10/1
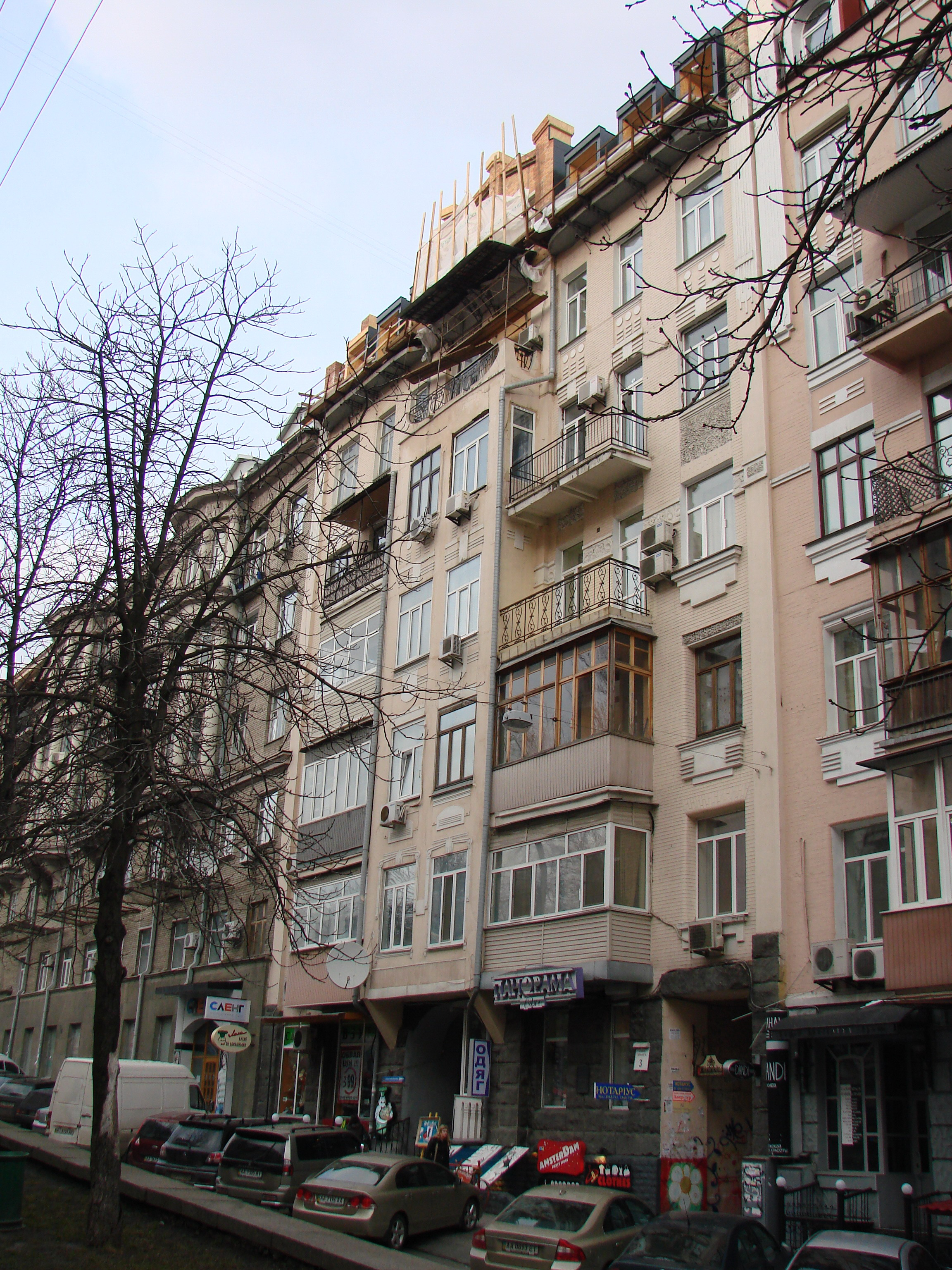
Вулиця Антоновича, 3
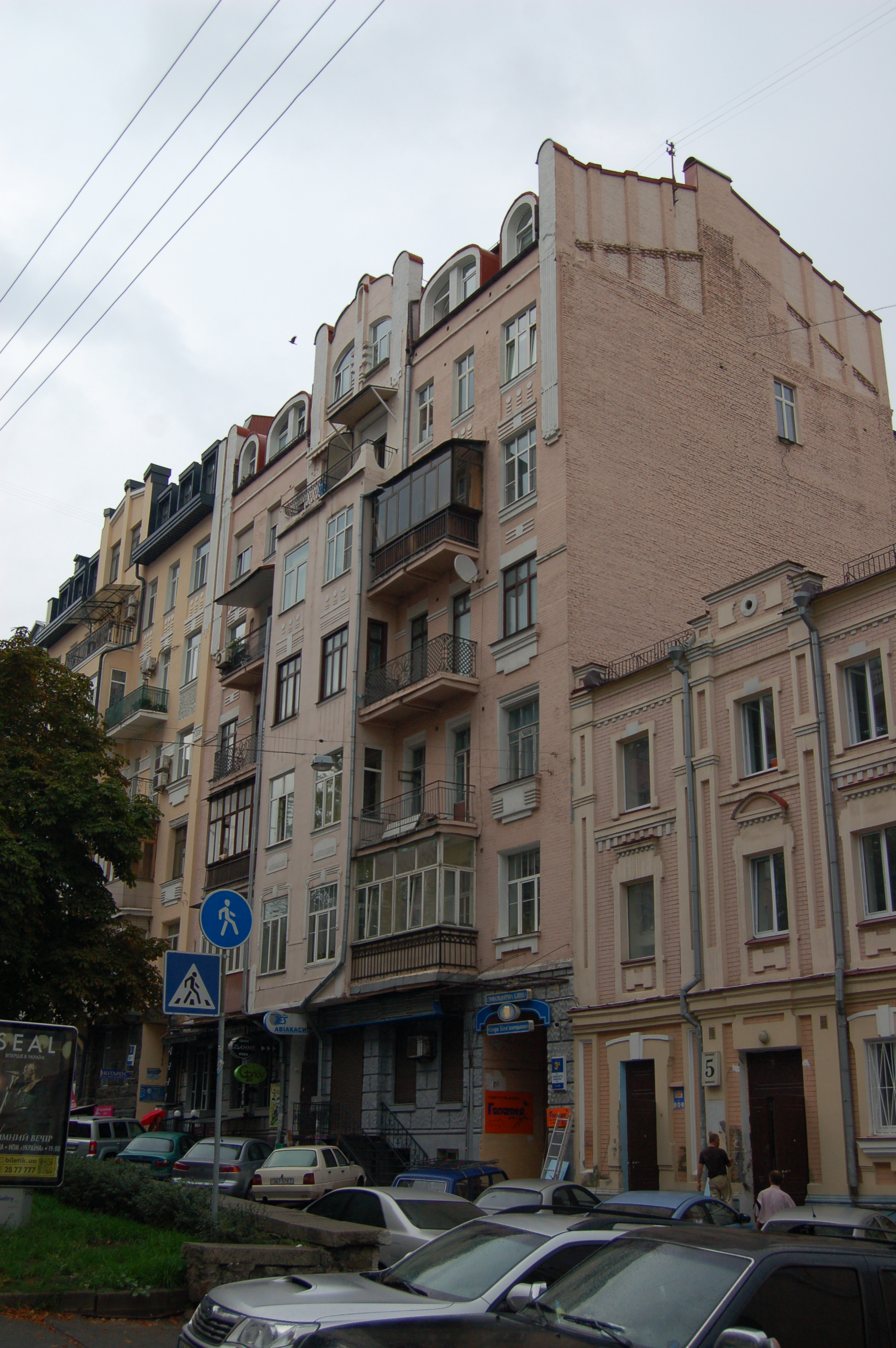
Вулиця Антоновича, 3-а
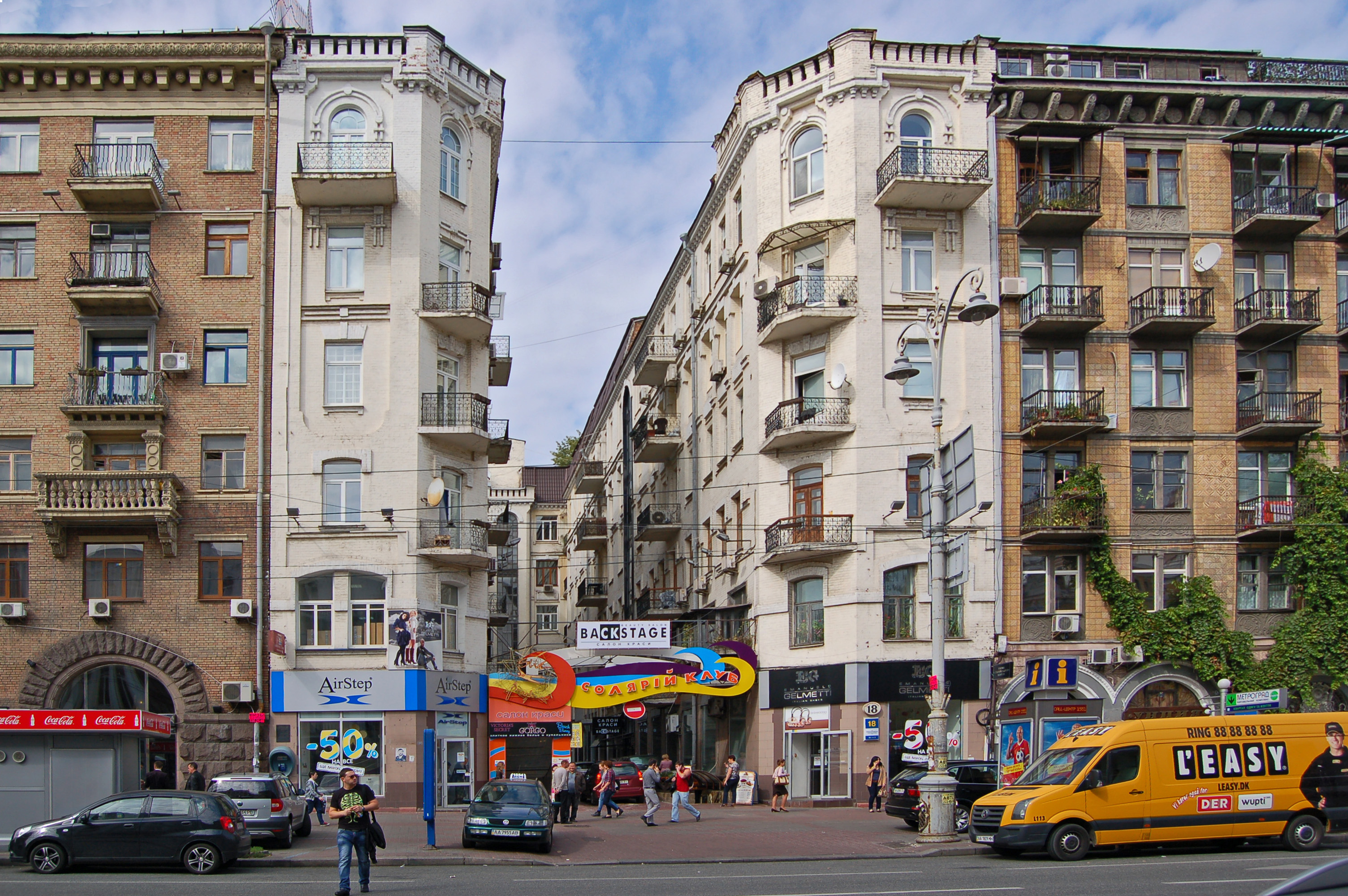
«Малий пасаж», 18
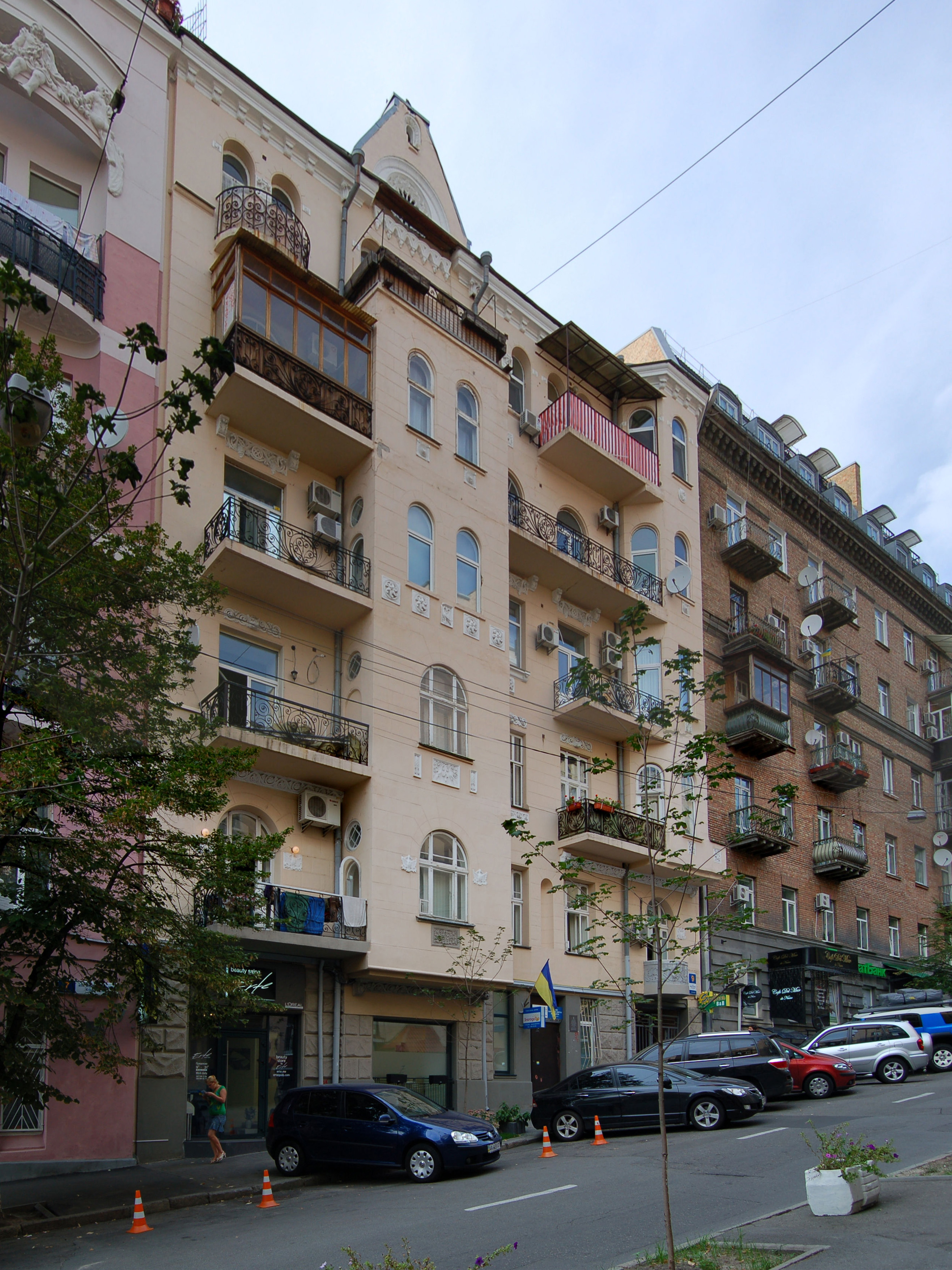
Будинок Товариства квартировласників, Костьольна 9
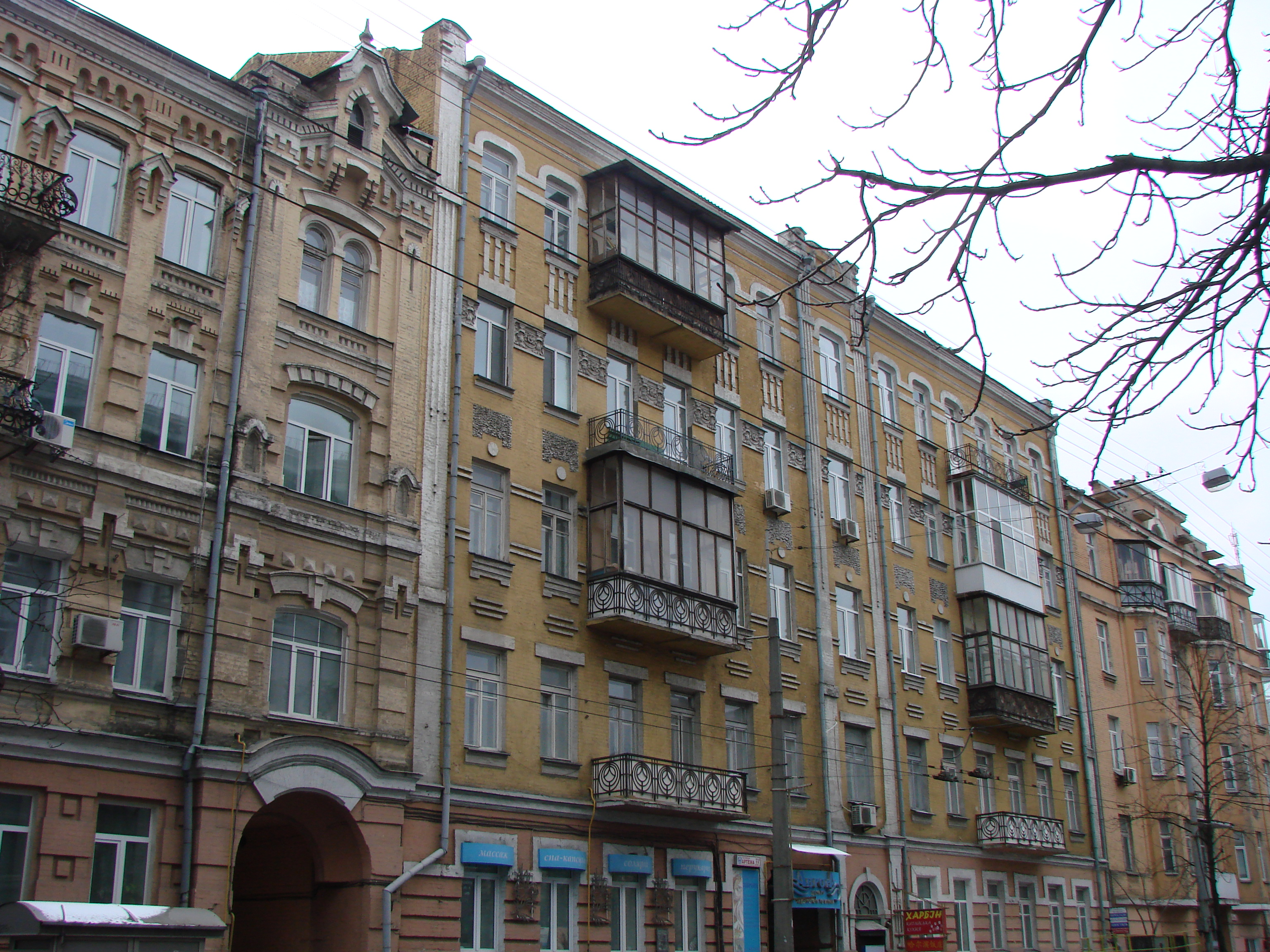
Прибутковий будинок А. Павлова-Сильванського, Січових Стрільців 33а

## Адреси у Києві
- Проживав на вулиці Костьольній № 1, у власному будинку.